# Светско првенство у рукомету за жене 2019.
Светско првенство у рукомету за жене 2019. (енг. 2019 World Women's Handball Championship) 24. је издање женског светског рукометног шампионата под окриљем  Међународне рукометне федерације. Првенство се одржава у Јапану, од 30. новембра до 15. децембра.

## Дворане
| Хигаши-ку         | Минами-ку        | Ниши-ку          | Јацуширо         | Јамага           |
| Капацитет: 10.000 | Капацитет: 6.400 | Капацитет: 3.400 | Капацитет: 2.500 | Капацитет: 2.100 |
|                   |                  |                  |                  |                  |

## Квалификација
| Такмичење                                  | Датум                                     | Домаћин      | Квалификован                                                                                |
| ------------------------------------------ | ----------------------------------------- | ------------ | ------------------------------------------------------------------------------------------- |
| Домаћин                                    | 28. октобар 2013.                         | Доха         | Јапан                                                                                       |
| Светско првенство 2017.                    | 1. – 17. децембар 2017.                   | Немачка      | Француска                                                                                   |
| Јужно и средњоамеричко првенство 2018.     | 29. новембар – 4. децембар 2018.          | Масејо       | Аргентина · Бразил                                                                          |
| Европско првенство 2018.                   | 29. новембар – 16. децембар 2018.         | Француска    | Холандија · Румунија · Русија                                                               |
| Азијско првенство 2018.                    | 30. новембар - 9. децембар 2018.          | Јапан        | Аустралија · Кина · Казахстан · Јужна Кореја                                                |
| Афричко првенство 2018.                    | 2. – 12. децембар 2018.                   | Бразавил     | Ангола · ДР Конго · Сенегал                                                                 |
| Северноамеричко и карипско првенство 2019. | 28. мај – 2. јун 2019.                    | Мексико Сити | Куба                                                                                        |
| Европске квалификацијае                    | 23. новембра 2018. - 6. јуна 2019. године | Разни        | Данска · Немачка · Мађарска · Црна Гора · Норвешка · Србија · Словенија · Шпанија · Шведска |

## Квалификовани тимови
| Селекција    | Квалификован као/преко                                        | Датум квалификације | Прошла учешћа на такмичењу |
| ------------ | ------------------------------------------------------------- | ------------------- | --- |
| Јапан        | Домаћин                                                       | 28. октобар 2013.   | 18 (1962, 1965, 1971, 1973, 1975, 1986, 1995, 1997, 1999, 2001, 2003, 2005, 2007, 2009, 2011, 2013, 2015, 2017)                               |
| Француска    | Бранилац титуле                                               | 17. децембар 2017.  | 13 (1986, 1990, 1997, 1999, 2001, 2003, 2005, 2007, 2009, 2011, 2013, 2015, 2017)                                                             |
| Бразил       | Топ две селекције на Јужном и средњоамеричком првенству 2018. | 3. децембар 2018.   | 12 (1995, 1997, 1999, 2001, 2003, 2005, 2007, 2009, 2011, 2013, 2015, 2017)                                                                   |
| Аргентина    | Топ две селекције на Јужном и средњоамеричком првенству 2018. | 3. децембар 2018.   | 9 (1999, 2003, 2005, 2007, 2009, 2011, 2013, 2015, 2017)                                                                                      |
| Кина         | Полуфиналиста Азијског првенства 2018.                        | 4. децембар 2018.   | 15 (1986, 1990, 1993, 1995, 1997, 1999, 2001, 2003, 2005, 2007, 2009, 2011, 2013, 2015, 2017)                                                 |
| Казахстан    | Полуфиналиста Азијског првенства 2018.                        | 4. децембар 2018.   | 4 (2007, 2009, 2011, 2015) |
| Јужна Кореја | Полуфиналиста Азијског првенства 2018.                        | 4. децембар 2018.   | 17 (1978, 1982, 1986, 1990, 1993, 1995, 1997, 1999, 2001, 2003, 2005, 2007, 2009, 2011, 2013, 2015, 2017)                                     |
| Аустралија   | Пето место на Азијском првенству 2018.                        | 8. децембар 2018.   | 7 (1999, 2003, 2005, 2007, 2009, 2011, 2013)                                                                                                  |
| Сенегал      | Финалиста Афричког првенства 2018.                            | 10. децембар 2018.  | дебитант |
| Ангола       | Финалиста Афричког првенства 2018.                            | 10. децембар 2018.  | 14 (1990, 1993, 1995, 1997, 1999, 2001, 2003, 2005, 2007, 2009, 2011, 2013, 2015, 2017)                                                       |
| ДР Конго     | Трећопласирани на Афричком првенству 2018.                    | 12. децембар 2018.  | 2 (2013, 2015) |
| Холандија    | Полуфиналиста Европског првенства 2018.                       | 12. децембар 2018.  | 11 (1971, 1973, 1978, 1986, 1999, 2001, 2005, 2011, 2013, 2015, 2017)                                                                         |
| Румунија     | Полуфиналиста Европског првенства 2018.                       | 12. децембар 2018.  | 23 (1957, 1962, 1965, 1971, 1973, 1975, 1978, 1982, 1986, 1990, 1993, 1995, 1997, 1999, 2001, 2003, 2005, 2007, 2009, 2011, 2013, 2015, 2017) |
| Русија       | Полуфиналиста Европског првенства 2018.                       | 12. децембар 2018.  | 12 (1993, 1995, 1997, 1999, 2001, 2003, 2005, 2007, 2009, 2011, 2015, 2017)                                                                   |
| Куба         | Шампион Северноамеричког и карипског првенства 2019.          | 2. јун 2019.        | 3 (1999, 2011, 2015) |
| Мађарска     | Победник европског плеј-офа                                   | 5. јун 2019.        | 21 (1957, 1962, 1965, 1971, 1973, 1975, 1978, 1982, 1986, 1993, 1995, 1997, 1999, 2001, 2003, 2005, 2007, 2009, 2013, 2015, 2017)             |
| Данска       | Победник европског плеј-офа                                   | 5. јун 2019.        | 19 (1957, 1962, 1965, 1971, 1973, 1975, 1990, 1993, 1995, 1997, 1999, 2001, 2003, 2005, 2009, 2011, 2013, 2015, 2017)                         |
| Немачка      | Победник европског плеј-офа                                   | 5. јун 2019.        | 11 (1993, 1995, 1997, 1999, 2003, 2005, 2007, 2009, 2011, 2013, 2015, 2017)                                                                   |
| Норвешка     | Победник европског плеј-офа                                   | 5. јун 2019.        | 19 (1971, 1973, 1975, 1982, 1986, 1990, 1993, 1995, 1997, 1999, 2001, 2003, 2005, 2007, 2009, 2011, 2013, 2015, 2017)                         |
| Црна Гора    | Победник европског плеј-офа                                   | 5. јун 2019.        | 4 (2011, 2013, 2015, 2017) |
| Шведска      | Победник европског плеј-офа                                   | 6. јун 2019.        | 9 (1957, 1990, 1993, 1995, 2001, 2009, 2011, 2015, 2017)                                                                                      |
| Србија       | Победник европског плеј-офа                                   | 6. јун 2019.        | 3 (2013, 2015, 2017) |
| Словенија    | Победник европског плеј-офа                                   | 6. јун 2019.        | 5 (1997, 2001, 2003, 2005, 2017) |
| Шпанија      | Победник европског плеј-офа                                   | 6. јун 2019.        | 9 (1993, 2001, 2003, 2007, 2009, 2011, 2013, 2015, 2017)                                                                                      |

 1 Подебљане године означавају шампиона такмичења за ту годину, а косе године означавају домаћина за ту годину. 

## Жреб
Жреб је одржан 21. јуна 2019. у Токију. Јапану.
| Први шешир                                  | Други шешир                              | Трећи шешир                            | Четврти шешир                               | Пети шешир                              | Шести шешир                                |
| ------------------------------------------- | ---------------------------------------- | -------------------------------------- | ------------------------------------------- | --------------------------------------- | ------------------------------------------ |
| - Француска - Русија - Холандија - Румунија | - Норвешка - Шведска - Мађарска - Данска | - Црна Гора - Јапан - Немачка - Србија | - Шпанија - Словенија - Јужна Кореја - Кина | - Бразил - Ангола - Сенегал - Аргентина | - Казахстан - Куба - ДР Конго - Аустралија |

## Судије
Изабрано је 17 судијских парова.

## Прелиминарна рунда
Распоред прелиминарне рунде је објављен 3. јула 2019.
Сва времена су локална (UTC+9).

### Група А
Ажурирано 3. децембра 2019. Извор: ИХФ  Правила коначног поретка: 1) бодови; 2) бодови из директних окршаја; 3) гол разлика из директних окршаја; 4) број постигнутих голова из директних окршаја; 5) гол разлика. 

## Коначни пласман
| Позиција | Тим          |
| -------- | ------------ |
| 1.       | Холандија    |
| 2.       | Шпанија      |
| 3.       | Русија       |
| 4.       | Норвешка     |
| 5.       | Црна Гора    |
| 6.       | Србија       |
| 7.       | Шведска      |
| 8.       | Немачка      |
| 9.       | Данска       |
| 10.      | Јапан        |
| 11.      | Јужна Кореја |
| 12.      | Румунија     |
| 13.      | Француска    |
| 14.      | Мађарска     |
| 15.      | Ангола       |
| 16.      | Аргентина    |
| 17.      | Бразил       |
| 18.      | Сенегал      |
| 19.      | Словенија    |
| 20.      | ДР Конго     |
| 21.      | Куба         |
| 22.      | Казахстан    |
| 23.      | Кина         |
| 24.      | Аустралија   |

|  | Квалификовали се на Летње олимпијске игре 2020.                                       |
|  | Квалификовали се на Летње олимпијске игре 2020. преко других турнира                  |
|  | Квалификовали се на Квалификације за Летње олимпијске игре 2020.                      |
|  | Квалификовали се на Квалификације за Летње олимпијске игре 2020. преко других турнира |